# Jakovlev Jak-42
Jakovlev Jak-42 (ryska: Як-42), är ett sovjetiskt, senare ryskt, passagerarflygplan med tre jetmotorer, efterträdare till Jak-40. 
Flygplanstypen tar 120 passagerare. Mellan åren 1979 och 2002 tillverkades 178 exemplar av planet. Planet hade tekniska problem under 1980-talet med rodret i stjärten och alla byggda flygplan fick flygförbud under en period innan felen var åtgärdade.
Nio allvarliga haverier med dödlig utgång har inträffat och sammanlagt har 562 människor dött i Jak-42D. Bland annat var ett Jak-42 den 7 september 2011 inblandad i en flygolycka utanför Jaroslavl i Ryssland, med det ryska ishockeylaget Lokomotiv Jaroslavl ombord. 44 av 45 personer dog, varav en av dem var den svenska målvakten Stefan Liv.
Jak-42D har, som många andra ryska flygplanstyper, förbjudits inom EU sedan 2009 eftersom modellen inte lever upp till unionens säkerhetskrav.

## Flygbolag
Flygbolag som använt sig av flygplanet är:
- Aeroflot
- Kuban Airlines
- Air Mali
- Domodedovo Airlines
- FlyLal
- Sudan Airways